# Karavanserai
En karavanserai eller karavanestation er et herberg opført langs handelsruterne i Asien, Nordafrika og det sydøstlige Europa, specielt på silkevejen, i Mellemøsten ofte benævnt ved det persiske navn khan, (خان). Der findes over 1000 karavanseraier opført mellem år 900 og 1900, men de fleste er nu ruiner.

## Galleri
- Plantegning af en Safavid karavanserai
- Panorama over Deir-e Gachin i Iran.
- Shah-Abbasi  karavanserai i Karaj, Iran
- Izadkhast i Iran.

## Eksterne links og henvisninger
- Wikimedia Commons har flere filer relateret til Karavanserai

- Caravanserais, UNESCO
- Types and locations. Consider at Caravanserai
- Shah Abbasi Caravanserai, Tishineh
- Caravansara billeder Arkiveret 3. marts 2012 hos  Wayback Machine
- Consideratcaravanserai.net
- Caravanserais (Kervansaray) i Tyrkiet Arkiveret 27. februar 2015 hos  Wayback Machine
- The Seljuk Han i Anatolien